# تايتوفيناي
تايتوفيناي (بالإنجليزية: Tytuvėnai) هي منطقة سكنية تقع في ليتوانيا في Kelmė district municipality.[بحاجة لمصدر] يقدر عدد سكانها بـ 2,775 نسمة .